# 瓦尔莫佐拉
瓦尔莫佐拉（義大利語：Valmozzola），是意大利帕尔马省的一个市镇。总面积67平方公里，人口597人，人口密度8.9人/平方公里（2009年）。ISTAT代码为034044。